# Mas de las Matas (kommunhuvudort)
Mas de las Matas är en kommunhuvudort i Spanien.   Den ligger i provinsen Provincia de Teruel och regionen Aragonien, i den östra delen av landet, 290 km öster om huvudstaden Madrid. Mas de las Matas ligger 505 meter över havet och antalet invånare är 1 442.
Terrängen runt Mas de las Matas är huvudsakligen kuperad, men den allra närmaste omgivningen är platt. Mas de las Matas ligger nere i en dal.  Trakten runt Mas de las Matas är nära nog obefolkad, med mindre än två invånare per kvadratkilometer. Närmaste större samhälle är Calanda, 12,0 km norr om Mas de las Matas. 